# Glänzende Wolfsmilch
Die Glänzende Wolfsmilch (Euphorbia lucida), auch Glanz-Wolfsmilch genannt, ist eine Pflanzenart aus der Gattung Wolfsmilch (Euphorbia) innerhalb der Familie der Wolfsmilchgewächse (Euphorbiaceae).

## Beschreibung

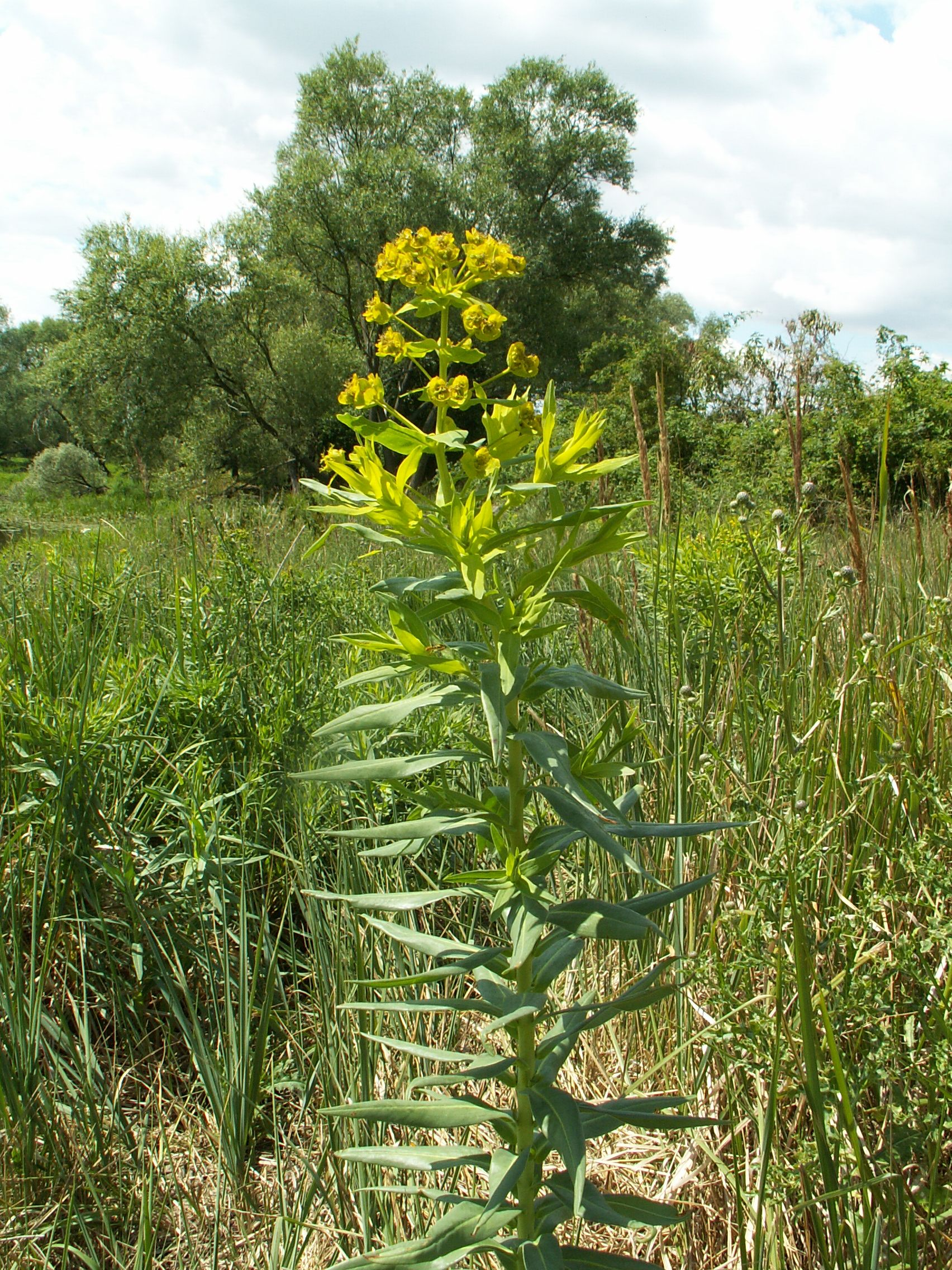
Habitus

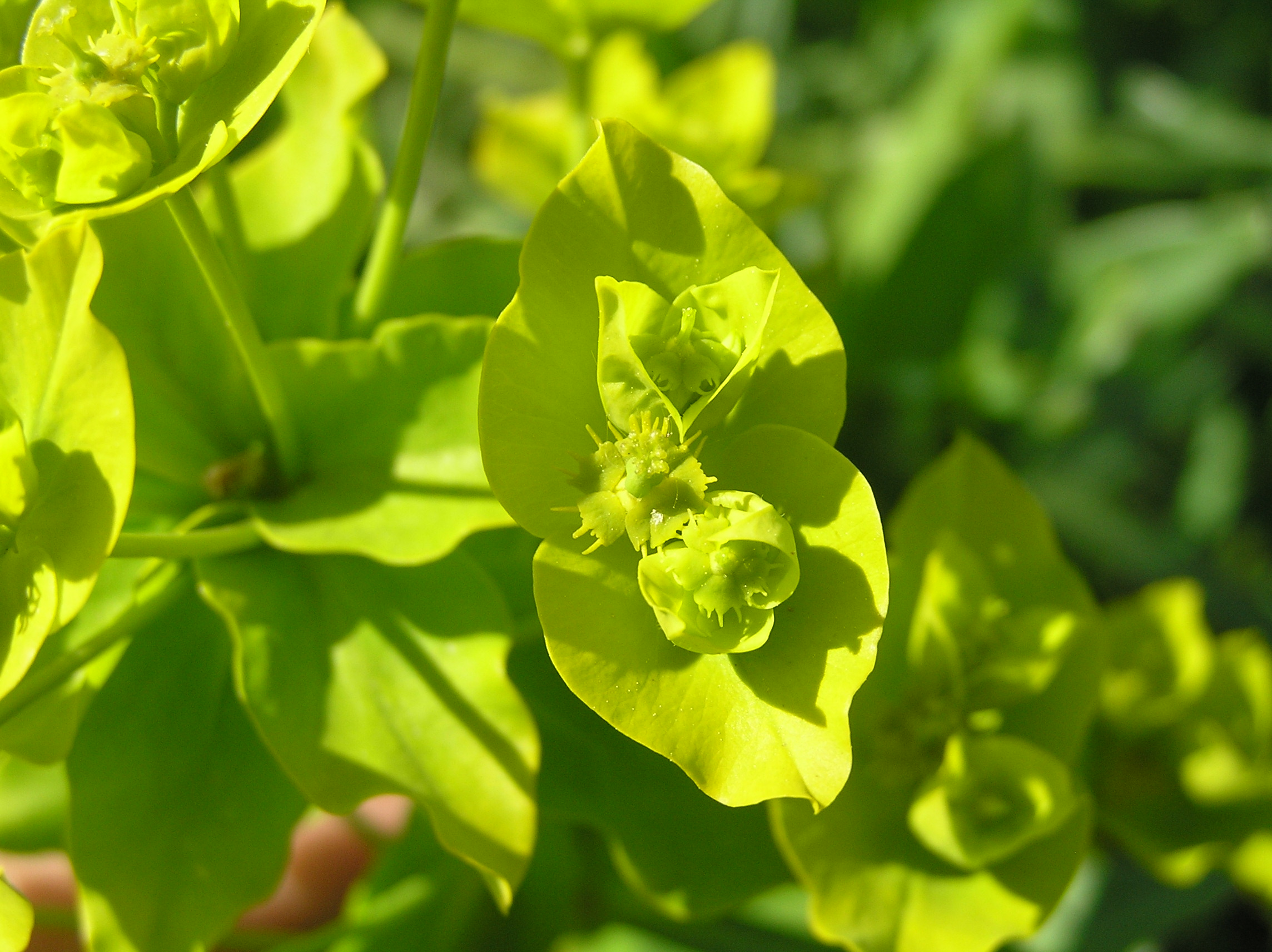
Ausschnitt eines Blütenstandes

### Vegetative Merkmale
Die Glänzende Wolfsmilch wächst als sommergrüne, ausdauernde krautige Pflanze und erreicht Wuchshöhen von 60 bis 130 Zentimetern. Die mittleren Stängelblätter sind bei einer Länge von 6 bis 12 Zentimetern und einer Breite von 1 bis 3 Zentimetern lanzettlich, ihre größte Breite liegt unterhalb der Mitte. Die Blattoberseite ist dunkelgrün und stark fettig glänzend. Die Seitennerven gehen im Winkel von 35 bis 80° vom Hauptnerv ab.

### Generative Merkmale
Die Blütezeit reicht von Mai bis Juli. Der endständige scheindoldige Gesamtblütenstand ist sieben- bis zwölfstrahlig, darunter stehen seitliche Teilblütenstände und nicht blühende Triebe. Die Tragblätter sind kurz, bespitzt und gelbgrün. Die Hüllblätter sind so lang wie breit. Die gelben Hüllbecherdrüsen sind halbmondförmig und werden später braun.
Die Kapselfrucht ist tief gefurcht und glatt.
Die Chromosomenzahl beträgt 2n = 36.

## Ökologie
Bei der Glänzenden Wolfsmilch handelt es sich um einen Hemikryptophyten.
Die Bestäubung erfolgt durch Insekten. Es kommt Selbstausbreitung und Ameisenausbreitung vor.

## Vorkommen
Das Gesamtverbreitungsgebiet reicht von Mitteleuropa bis Zentralasien. Das Hauptverbreitungsgebiet der Glänzenden Wolfsmilch liegt in Südosteuropa. In Mitteleuropa liegt ein ausgeprägtes Vorkommen im Odergebiet. In Deutschland findet man sie vereinzelt am Rhein nördlich von Worms; wobei unklar ist wie dieses isolierte Vorkommen entstanden ist; weiterhin kommt sie an der Mündung der Isar und im Odergebiet vor. In Österreich findet man sie Niederösterreich und im Burgenland selten. In der Schweiz fehlt sie ganz. In Europa hat Euphorbia lucida Vorkommen in Italien, Österreich, Deutschland, Polen, in der früheren Tschechoslowakei, im früheren Jugoslawien, Griechenland, Ungarn, Bulgarien, Rumänien, Russland, in der Ukraine und in der Türkei. In den Niederlanden ist Euphorbia lucida ein Neophyt.
Die Glänzende Wolfsmilch gedeiht am besten auf feuchten, nährstoff- und humusreichen Lehm- oder Ton-Böden. Die Glänzende Wolfsmilch gedeiht oft in Stromtälern. Sie wächst auf Sumpfwiesen und auch auf lichten Standorten im Ufergebüsch und an Waldrändern. Euphorbia lucida ist in Mitteleuropa eine Charakterart des Veronico-Euphorbietum lucidae aus dem Verband Filipendulion, kommt aber auch in Pflanzengesellschaften des Verbands Convolvulion vor.

## Taxonomie
Die Erstveröffentlichung von Euphorbia lucida erfolgte 1802 durch Franz de Paula Adam Norbert Wenzel Ludwig Valentin von Waldstein und Pál Kitaibel in Descriptiones et Icones Plantarum Rariorum Hungariae Band 1, S. 54. Ein Synonym für Euphorbia lucida Waldst. & Kit. ist Tithymalus lucidus (Waldst & Kit.) Klotzsch & Garcke. Das Artepitheton lucida bedeutet „glänzend“.